# La Coupe de cheveux

La Coupe de cheveux (The Haircut) est un film américain réalisé par Tamar Simon Hoffs, sorti en 1982.

## Fiche technique
- Titre : La Coupe de cheveux
- Titre original : The Haircut
- Réalisation : Tamar Simon Hoffs
- Scénario : Tamar Simon Hoffs
- Production : Elizabeth Gazzara
- Pays d'origine : États-Unis
- Format : Couleurs - Mono
- Genre : Court métrage
- Durée : 22 minutes
- Date de sortie : 1982

## Distribution
- John Cassavetes : Producteur de musique
- Joyce Bulifant : Dell (Manucure)
- Nicholas Colasanto : Bobby Russo (Barbier)
- Meshach Taylor : Sam (Cireur de chaussures)
- Susanna Hoffs : Fille de Bobby Russo
- Debbi Peterson : Fille de Bobby Russo
- Victoria Peterson : Fille de Bobby Russo
- Marji Mize : Fille de Bobby Russo
- Robert Silvestro : L'homme sous la serviette
- Bob Russo : Le vrai barbier
- Michael Barsimanto : Batteur
- Daniel Selby